# Elaine Reynolds
Elaine Reynolds (ur. 7 września 1939 w Jersey City w stanie New Jersey) – amerykańska modelka, Playmate of the Month (październik 1959) magazynu erotycznego Playboy. Uważa się, że Reynolds dzierży zaszczyt posiadania największego naturalnego biustu (rozmiar 39DD) ze wszystkich „Playmates” Playboya.